# Ali Moumen
Pour les articles homonymes, voir Moumen.
Ali Moumen est un footballeur international algérien, né le 31 mars 1977 à Oran. Il évolue au poste de milieu de terrain.
Il compte 2 sélections en équipe nationale entre 2006 et 2007.

## Palmarès
- Vice-champion d'Algérie en 1996, 1997 et 2000 avec le MC Oran
- Vainqueur de la coupe d'Algérie en 1996 avec le MC Oran.
- Finaliste de la coupe d'Algérie en 1998 et 2002 avec le MC Oran.
- Vainqueur de la coupe de la Ligue d'Algérie en 1996 avec le MC Oran.
- Finaliste de la coupe de la Ligue d'Algérie en 2000 avec le MC Oran.
- Vainqueur de la coupe arabe des vainqueurs de coupe en 1997 et 1998 avec le MC Oran.
- Vainqueur de la supercoupe arabe en 1999 avec le MC Oran.
- Finaliste de la Ligue des champions arabes en 2001 avec le MC Oran.
- Vainqueur de la Ligue des champions arabes en 2008 avec l'ES Sétif.
- 2 sélections avec l'équipe d'Algérie.